# Anhalter Kolonie
Die Anhalter Kolonie (frühere Bezeichnung auch Anhalter Häuser; niedersorbisch Anhaltska Kolonija) ist ein Wohnplatz der Stadt Großräschen im Landkreis Oberspreewald-Lausitz in Brandenburg.

## Lage
Die Anhalter Kolonie liegt in der Niederlausitz, unmittelbar westlich des Stadtzentrums von Großräschen und acht Kilometer Luftlinie nördlich von Senftenberg. Umliegende Ortschaften und Siedlungen sind Großräschen im Nordosten und Osten, Kleinräschen im Südosten und Freienhufen im Westen. Südlich der Anhalter Kolonie liegt der Großräschener See und damit das Restloch des Tagebaus Meuro. Südwestlich der Ortschaft befindet sich das Kraftwerk Sonne. Die Anhalter Kolonie liegt an der Bundesstraße 96 und ist vier Kilometer von der Anschlussstelle Großräschen der Bundesautobahn 13 entfernt.

## Geschichte
Die Siedlung Anhalter Kolonie wurde 1891 gegründet. Sie entstand als Arbeitersiedlung für die Beschäftigten in den umliegenden Braunkohlegrube. Auf alten Karten wird der Ort auch als Anhalter Häuser bezeichnet. Verwaltungstechnisch gehörte die Anhalter Kolonie zunächst zur Landgemeinde Kleinräschen im Landkreis Calau, der wiederum dem Regierungsbezirk Frankfurt in der preußischen Provinz Brandenburg angehörte. Am 1. April 1925 schlossen sich die Landgemeinden Kleinräschen und Groß-Räschen zu der neuen Landgemeinde Großräschen zusammen.
Nach dem Ende des Zweiten Weltkrieges kam die Anhalter Kolonie zur Sowjetischen Besatzungszone und dort zum Land Brandenburg. Dieses bestand in der DDR zunächst weiter. Ab dem 1. Juli 1950 lag die Anhalter Kolonie im neu zugeschnittenen Landkreis Senftenberg. Bei der Kreisreform am 25. Juli 1952 wurde Großräschen, und somit auch die Anhalter Kolonie, dem Kreis Senftenberg im Bezirk Cottbus zugeordnet. Großräschen erhielt 1965 das Stadtrecht.
Durch die bergbaubedingten Umsiedlungen der Dörfer Sauo und Rauno, für die im Großräschener Stadtgebiet Plattenbausiedlungen errichtet wurden, ist die Anhalter Kolonie heute mit dem Großräschener Stadtgebiet zusammengewachsen. Nach der Wiedervereinigung lag die Siedlung erst im Landkreis Senftenberg in Brandenburg, der im Dezember 1993 im neuen Landkreis Oberspreewald-Lausitz aufging.